# Chrysler Voyager
O Chrysler Voyager é uma minivan de luxo da Chrysler que está em produção desde 1988. Durante um bom tempo a minivan só era vendida sob o nome "Chrysler Voyager" fora dos Estados Unidos, como na Europa e no México.

## 5ª Geração (2008-2016)

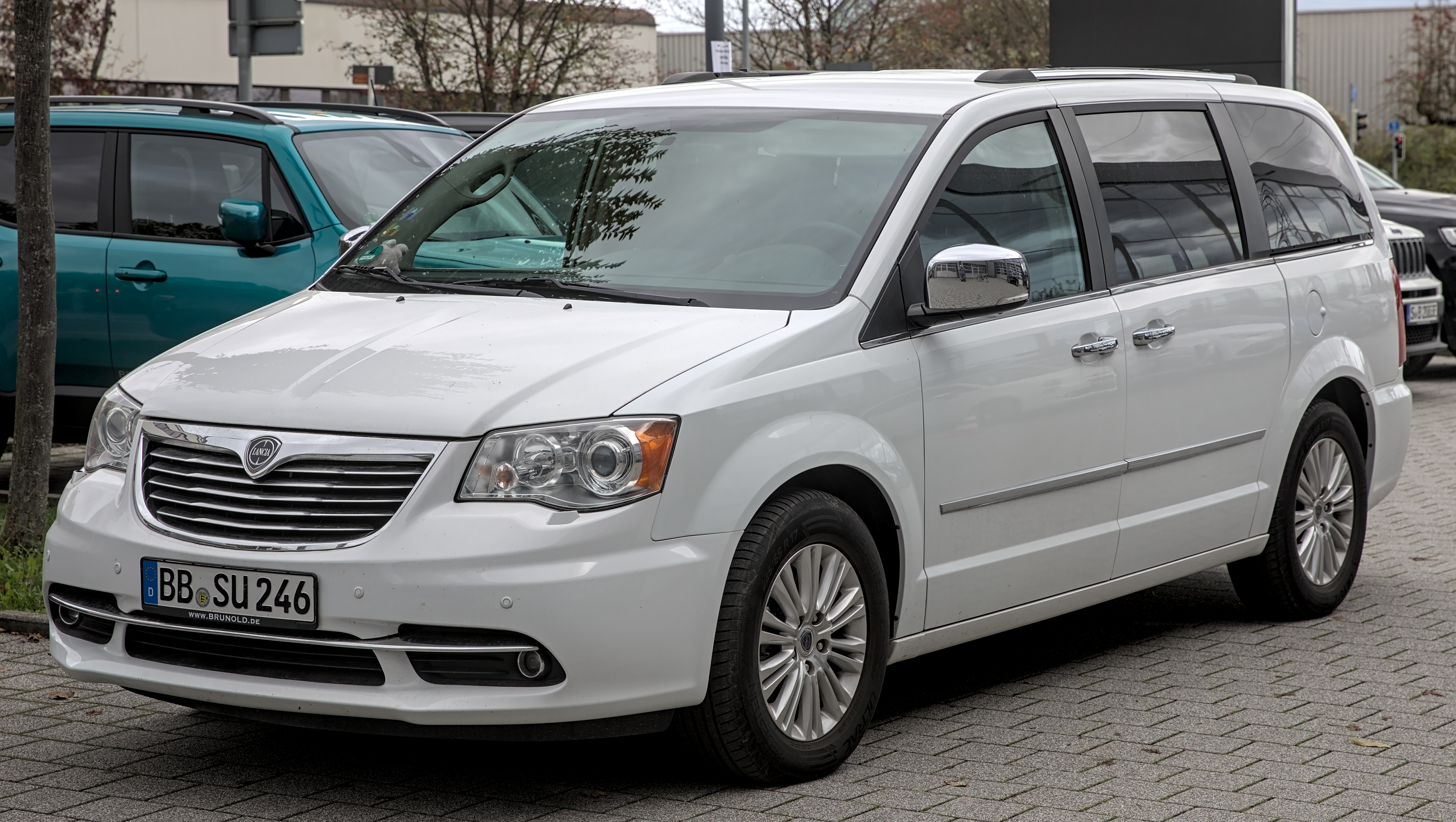
Lancia Voyager na Alemanha